# Позориште-музеј Дали
Позориште-музеј Дали (шп. Teatro-Museo Dalí) је музеј у потпуности посвећен сликару Салвадору Далију. Музеј се налази у сликаревом родном месту, каталонском граду Фигересу.
Музејом руководи Фондација Гала-Салвадор Дали. Далијева заоставштина садржи велики број уметничких дела, која су подељена између овог музеја и Музеја Краљице Софије. Позориште-музеј Дали садржи широк спектар радова, који спајају уметничку каријеру Салвадора Далија од његових најранијих уметничких искустава, до радова последњих година његовог живота. Овај музеј се сматра највећим надреалистичким објектом на свету.

## Прошлост
Као што само име каже, зграда у којој је музеј има везе са позориштем; била је позориште, изграђено 1849. 1939, током Шпанског грађанског рата, уништена је у пожару, који је од некада прелепе неокласичне грађевине оставио само конструкцију.
Трансформација је започета захваљујући Рамону Гуардиоли, адвокату, љубитељу уметности и од 1960. градоначелнику Фигереса. Градоначелник и Дали су заједно одлучили да уништено и напуштено градско позориште претворе у музеј. Ово позориште је било Далију од великог значаја, јер је управо на том месту 1918. године са своја прва два дела учествовао у изложби слика.
За реализацију пројекта било је потребно много времена, како због суграђана који нису желели музеј, тако и због бирократских и финансијских проблема.
Коначно, 26. јуна 1970. године Влада Шпаније одобрава пројекат и радови почињу 13. октобра.
Званична инаугурација била је 28. октобра 1974. 1984. музеј је проширен припајањем куле Горгот, која се налазила одмах поред музеја. Дали је хтео да јој промени име у Кула Галатеа, у част своје жене и музе Гале. Кулу је трансформисао уз помоћ боје, хлебова (декорација) и јаја која се налазе на врху. Од самог почетка, музеј је био велико одушевљење и веома цењен од стране публике, у прилог томе иде и чињеница да је Позориште-музеј Дали на другом месту по посећености у Шпанији, иза музеја Прадо у Мадриду. 
Сваки амбијент, сваки простор у музеју је сам по себи уметничко дело, са бизарним комбинацијама слика, скулптура, намештаја, декорација и разних врста занимљивих комада.
У многим собама, зидови и плафони су у потпуности прекривени великим муралима. Собе 1-18 су дизајниране лично од стране Далија, док су собе 19-22 резултат прогресивног ширења музеја.
Дали је сарађивао са архитектама и свима који су били запослени на овом пројекту, а нарочито се спријатељио са архитектом Емилиом Перес Пињером, који је пројектовао провидну куполу која доминира зградом музеја. Зграда споља чува неокласични стил старог позоришта.
Ипод приземља зграде музеја налази се крипта, мала соба у којој је уметников гроб.
Упркос жељи да буде сахрањен у замку у Пуболу, који је од седамдесетих година био његова резиденција, Дали је сахрањен у Позоришту-музеју 25. јануара 1989. године, два дана након смрти.

## Дела
Међу делима која чине сталну поставку музеја, налазе се: Насмејана Венера (1921), Девојка из Фигереса (1926), Симбиоза жена-животиња (1928), Корпа хлеба (1945), Галарина (1945), Портрет Пабла Пикаса у XXI веку (1947), Галатеа од сфера (1952).